# Faro de Sidi Abed
El faro de Sidi Abed es un faro situado en la ciudad de Alhucemas, en la Provincia de Alhucemas, Marruecos. Está gestionado por la autoridad portuaria y marítima del Ministère de l'équipement, du transport, de la logistique et de l'eau.